# La mort i la donzella (obra de teatre)

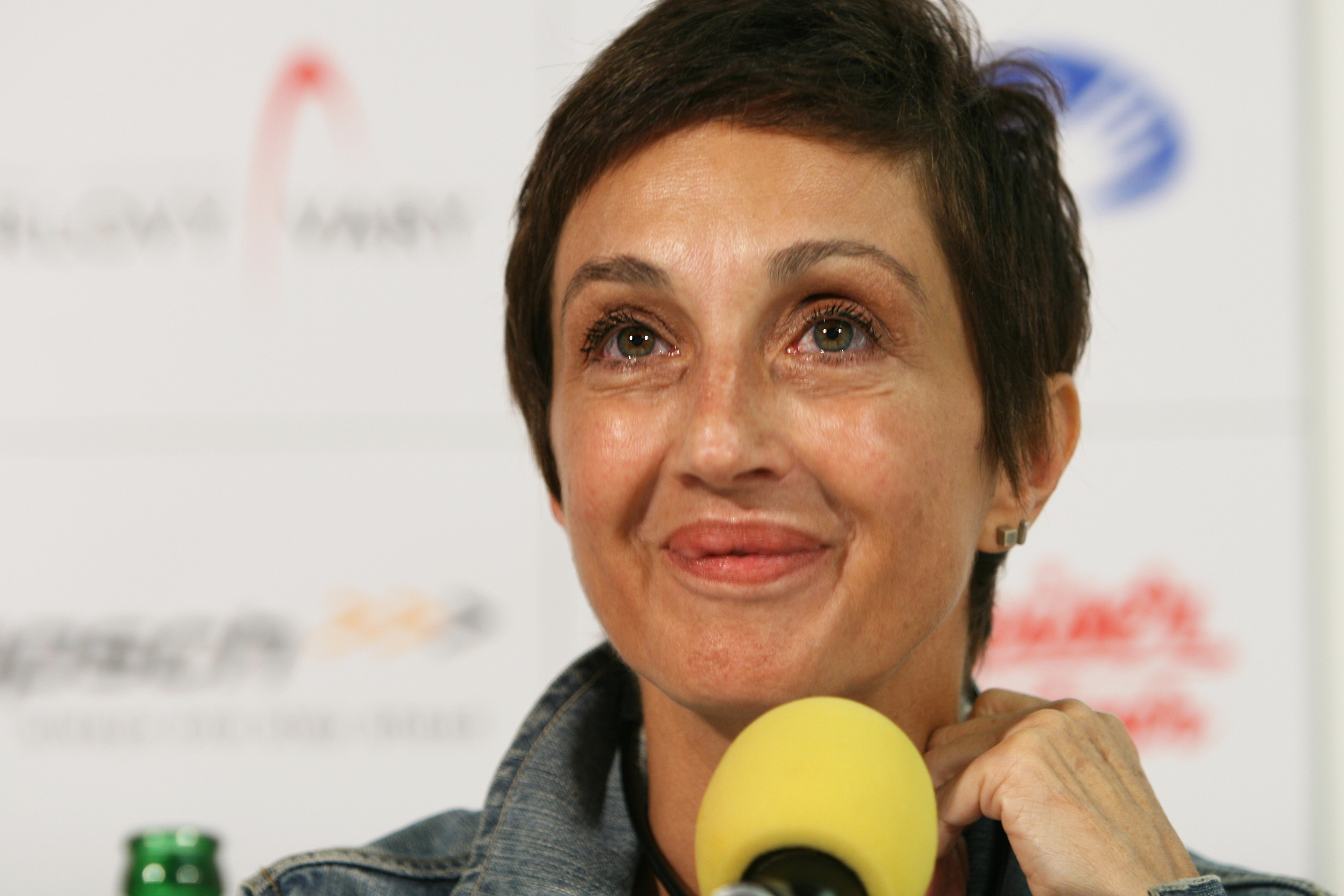
La Silvia Munt va protagonitzar La mort i la donzella

La mort i la donzella és una obra de teatre escrita en castellà per Ariel Dorfman i que va ser publicada en 1990 i estrenada en 1991, a Xile. Ambientada a l'època actual en "un país que és probablement Xile, tot i que podria tractar-se de qualsevol país que acaba de sortir d'una dictadura", segons l'autor; és una història d'amor amb un questionament sobre la capacitat de perdonar als torturadors. És l'obra xilena més representada al món.
Als Països Catalans va ser estrenada, en català, el 13 d'abril de 1994, al Teatreneu de Barcelona. Sota la direcció de Boris Rotenstein, el protagonitzava Sílvia Munt, Ramon Madaula feia de la seva parella i Josep Minguell del seu torturador. Després se n'han anat fet diverses presentacions al llarg dels anys, com per exemple la versió de 2010 de la companyia In-fusió Teatre, dirigida per Aleix Rengel Meca i Teresa Canas.

## Context

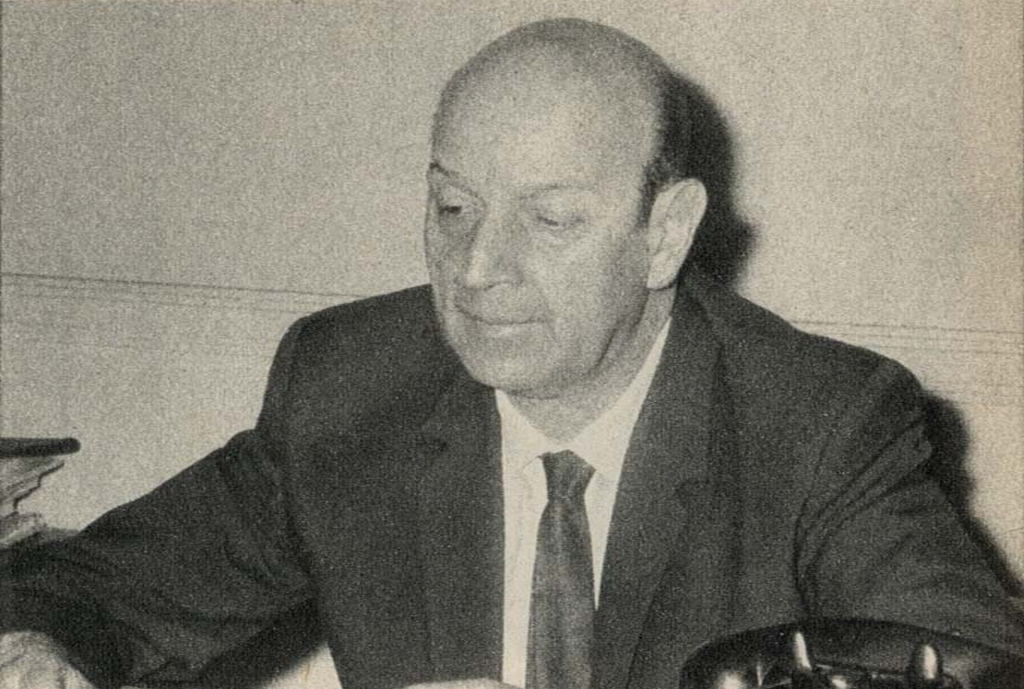
Raúl Rettig, l'advocat a qui el president Aylwin va encarregar que dirigís la Comissió Nacional de Veritat i Reconciliació

Malgrat que l'autor, Ariel Dorfman, va néixer a Argentina, es va nacionalitzar xilè i era obertament partidari de Salvador Allende, per la qual cosa després del cop d'estat de 1973 es va haver d'exiliar. A començaments dels anys 80, quan Dorfman encara estava exiliat i Augusto Pinochet encara governava a Xile, va començar a escriure el que en un inici havia ideat que fos una novel·la, però de seguida es va adonar que li faltaven detalls que no tenia clars com quadrar, com per exemple de quina manera connectar la història dels tres personatges amb la història simbòlica del país.
Quan l'any 1990 Xile va retornar a la democràcia ("una incòmoda transició cap a la democràcia", en paraules de Dorfman) i l'autor va poder tornar-hi va ser quan va trobar també la manera de desenvolupar aquesta situació dramàtica. Pinochet ja no era president, però sí comandant en cap de l'exèrcit, amb poder per amenaçar i coartar als civils, més encara qualsevol pas dirigit a castigar les violacions dels drets humans comeses pel règim anterior. Partidaris de Pinochet encara ocupaven àrees significatives del poder judicial i polític, i els mateixos sectors de la dreta que havien estat còmplices, defensors i beneficiaris de la dictadura feixista continuaven controlant l'economia del país. El nou president, Patricio Aylwin, va crear la popularment anomenada Comissió Rettig (Comisión Nacional de Verdad y Reconciliación) per a investigar els crims de la dictadura, tot i que únicament si el resultat era de mort, i així i tot no identificaria els culpables ni els jutjaria. Ariel Dorfman va voler que el marit de la protagonista, víctima del règim feixista, fos membre d'una comissió semblant a la de Raúl Retting. Va ser llavors quan va preferir que la història no fos narrada en una novel·la sinó presentada en escena devant d'un públic.
L'obra va ser escrita en tres setmanes i Dorfman va voler que fos estrenada a Xile. Va aconseguir finalment que s'hi estrenés el 10 de març de 1991. Va voler igualment que hi hagués funcions gratuïtes a les quals hi poguessin assistir pagesos, estudiants, víctimes i tota la gent que no tenia diners per a pagar l'entrada o no tenia poder per a difondre la seva veu. Ariel Dorman portava temps a l'exili a Durham (Estats Units), es trobava desvinculat econòmica i emocionalment de Xile i, per tant, li resultava més fàcil criticar la transició. En dos mesos van haver de tancar les presentacions.

## Argument
Paulina Salas era una estudiant de medicina que va ser segrestada, humiliada i violada pels sicaris de la junta militar. Quinze anys després el país viu en democràcia i se suposa que botxins i víctimes han de conviure tranquil·lament. La Paulina, encara traumatitzada, viu amb la seva parella, l'advocat Gerardo Escobar. Un dia, el mateix que el nomenen per a formar part d'una comissió que investigaria els crims "només amb morts" de la dictadura feixista, i que se sap que els criminals no seran buscats, jutjats ni castigats, al Gerardo se li punxa una roda al cotxe i al mig de la carretera és ajudat per Roberto Miranda, un metge que acava pujant a casa de la parella. Paulina de seguida reconeix l'home que l'havia agredida i el rep amb una pistola a la mà.

## Tema
Es tracta d'una tragèdia política basada en una història d'amor a la qual l'autor es planteja temes com la tortura, la justícia, la por, com guarir una societat dolguda, què passa quan una dona té el poder i plantejar una sèrie de dubtes, com "De quina manera podem saber si la memòria ens salva o ens enganya? Com conservar la innocència enmig d'un món maligne i corrupte? Podem perdonar a qui ens ha fet un mal irreparable?".

## Curiositats
Els mateixos crítics xilens que van menysprear l'obra a la seva estrena, al març de 1991, nou mesos més tard van atorgar a María Elena Duvauchelle el Premio de los Periodistas de Espectáculos a la millor actriu per la seva interpretació a Santiago de Xile en un muntatge improvisat i incomplet de La mort i la donzella. A l'estiu, entre els dos muntatges xilens, l'obra s'havia presentat a Londres, amb extraordinària acceptació de la crítica internacional.

## Vegeu també

La mort i la donzella (1517), Hans Baldung